# Industry (Texas)
Pour les articles homonymes, voir Industry.
La ville d’Industry est située dans le comté d’Austin, dans l’État du Texas, aux États-Unis. Sa population s’élevait à 304 habitants lors du recensement de 2010, estimée à 325 habitants en 2016.

## Histoire
L’Allemand Friedrich Ernst, le fondateur d’Industry, s’est établi dans la région en 1831. Industry est le premier peuplement allemand permanent de l’État.

## Source
- (en) Cet article est partiellement ou en totalité issu de l’article de Wikipédia en anglais intitulé « Industry, Texas » (voir la liste des auteurs).